# Chiave biometrica
Per chiave biometrica si intende la sequenza di codici informatici utilizzati nell'ambito di meccanismi di sicurezza informatica che impiegano metodi di verifica dell'identità personale basati su specifiche caratteristiche fisiche dell'utente.
Elementi univoci che distinguono un individuo da un altro sono, ad esempio:
- l'impronta della retina;
- le impronte digitali;
- l'impronta vocale.